# Prisão de Guantánamo

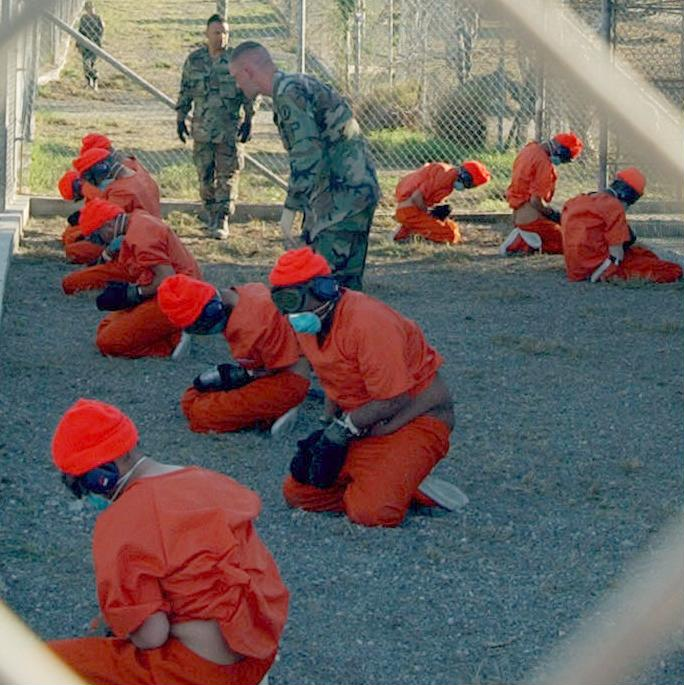
Detidos em Camp X-Ray

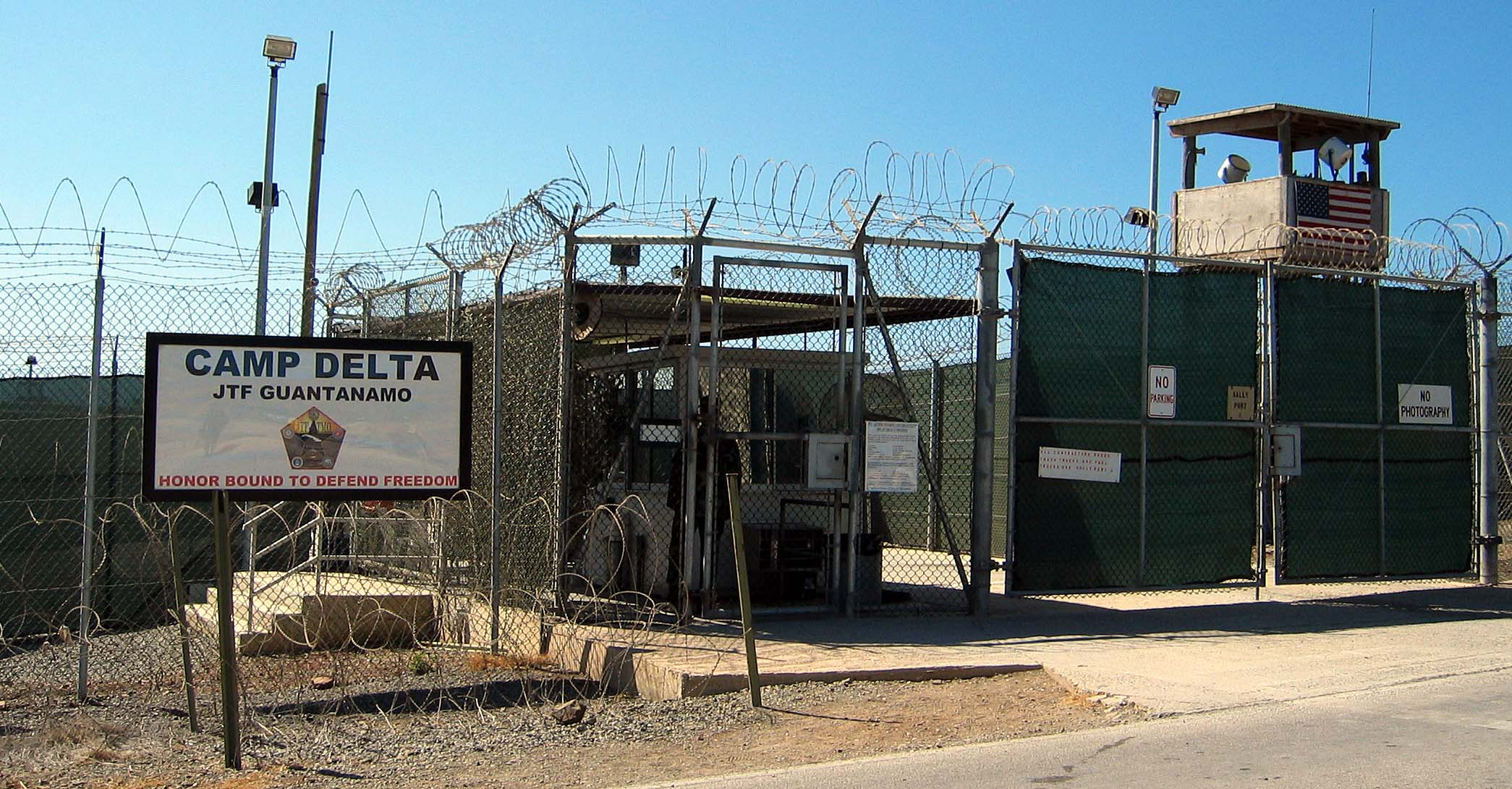
Campo Delta em Guantánamo, base militar dos Estados Unidos em solo cubano

A Prisão de Guantánamo, oficialmente Campo de Detenção da Baía de Guantánamo (em inglês: Guantanamo Bay Detention Camp), é uma prisão militar dos Estados Unidos, parte integrante da Base Naval da Baía de Guantánamo, que, por sua vez está incrustada na baía homônima, na província também homônima, na ilha de Cuba.
A Base abriga três campos de detenção: Camp Delta, construído em 2002 e composto de 5 outros campos (1, 2, 3, 4 e Camp Echo), Camp Iguana e Camp X-Ray, atualmente fechado. 

## História
- Em 2002, o primeiro grupo de 20 combatentes capturados no Afeganistão é levado ao Campo X-Ray em Guantánamo. Como o presidente Bush os descreve como terroristas, eles não podem ser protegidos pela Convenção de Genebra.[1] Bush afirma em discurso que a guerra contra o terrorismo está apenas começando e identifica Irã, Iraque e Coreia do Norte como os integrantes do Eixo do Mal.[1] Os detidos são transferidos do Campo X-Ray para o Campo Delta. O Campo X-Ray é fechado definitivamente. Em outubro, pela primeira vez, quatro prisioneiros de Guantánamo são liberados. Em novembro, William J. Haynes recomenda técnicas de interrogatório agressivas para qualquer suspeito de terrorismo.
- Em 2003, de um total de 773 prisioneiros que passaram pela prisão em solo cubano, 680 permanecem em Guantánamo.
- Em 2004, a Suprema Corte estadunidense determina que os presos de Guantánamo podem apelar à Justiça nacional. Três jovens britânicos, conhecidos como os Três de Tipton, são detidos. A rede de TV estadunidense CBS mostra ao vivo no seu programa 60 minutes fotos tiradas na prisão Abu Ghraib do Iraque em que guardas posam ao lado de prisioneiros em posições humilhantes. O jornal New Yorker revela um relatório que descreve várias instâncias de abuso contra os prisioneiros de Abu Ghraib. Os prisioneiros de Guantânamo são interrogados por comissões militares especiais a fim de estabelecer se eles são inimigos. Dos 558 detidos que completaram o processo, apenas 38 são selecionados para serem libertados.
- Em 2005, o embaixador John Danilovitch, em uma tentativa frustrada, fornece prisioneiros chineses que estavam em Guantánamo como refugiados para o Brasil que em resposta disse não aceitar imigrantes de Guantánamo porque é ilegal designar como refugiado prisioneiros uigures, minoria étnica de origem chinesa.[2] Bélgica, Kwait, Eslovênia e Iêmen também foram países procurados pelos Estados Unidos para que recebessem prisioneiros da prisão.[3]
- Em 2005, a soldado Lynndie England, vista em fotos de abuso contra os prisioneiros de Abu Ghraib, é condenada a três anos de prisão. O soldado Charles Graner, suposto mentor dos abusos, é condenado a dez anos de prisão. Steven Jordan, único oficial julgado por este escândalo, é absolvido mais tarde em 2007. O presidente Bush assina o Detainee Treatment Act (Lei para o Tratamento de Detidos), que concede às comissões militares jurisdição sobre as solicitações de habeas corpus. O procurador-geral Alberto González divulga um documento que autoriza as técnicas de interrogatório mais cruéis já aplicadas pela CIA, incluindo o famoso submarino (informação noticiada pelo The New York Times dois anos depois).
- Em 2006, os Três de Tipton são libertados depois de ficarem dois anos presos em Guantánamo e sua história se transforma no documentário Caminho para Guantánamo (The Road to Guantanamo). A Organização das Nações Unidas (ONU) apresenta um relatório solicitando o fechamento da prisão de Guantánamo com base no uso de técnicas de interrogatório semelhantes a tortura. O então secretário de Defesa, Donald Rumsfeld, não concorda com as conclusões da ONU e declara que a ideia do fechamento da prisão não é realista. Um dos prisioneiros de Guantánamo tenta o suicídio. Um mês depois, três prisioneiros morrem em um aparente suicídio coletivo. Outros prisioneiros iniciam greve de fome, mas são alimentados à força pelos guardas. A Suprema Corte determina que o sistema de comissões militares para os detidos viola as leis estadunidenses e a Convenção de Genebra. Em setembro, Bush reconhece que a CIA manteve prisioneiros em segredo durante anos sem processá-los e que esses detidos foram submetidos a procedimentos alternativos de interrogatório extremamente agressivos. Alguns destes presos considerados importantes foram transferidos para Guantánamo.
- Em 2007, documentos do FBI obtidos durante um processo iniciado pela União Americana pelas Liberdades Civis (ACLU, em inglês) revelam 26 incidentes de possível abuso por parte dos guardas de Guantánamo que incluem expor os prisioneiros a temperaturas extremas, desrespeitar o Alcorão e atos de humilhação realizados por guardas do sexo feminino.
- Em 2008, o diretor da CIA, Michael Hayden, afirma ao Congresso estadunidense que a agência aplicou o submarino com três suspeitos de pertencer ao grupo terrorista Al Qaeda - Khalid Sheikh Mohammed, Abu Zubaydah e Abd al-Rahim al-Nashiri após o 11 de setembro. O presidente estadunidense eleito, Barack Obama, promete fechar ou reestruturar a prisão de Guantánamo.
- Em 2009, o presidente Barack Obama assina um decreto-lei para fechar Guantánamo ainda no primeiro ano do seu governo, além de exigir uma revisão de como esses prisioneiros serão tratados antes do fechamento - se serão enviados a outros países ou processados. As comissões militares, criadas durante o governo Bush, são extintas. O National Geographic Channel divulga um documentário intitulado Inside Guantanamo sobre a prisão estadunidense na ilha cubana. Ex-guarda de Guantánamo detalha crimes cometidos na prisão, incluindo o transporte dos detentos em jaulas, abuso sexual cometido por médicos, variados tipos de torturas, espancamentos brutais que deixavam o chão encharcado de sangue, desrespeito às práticas religiosas (fazer o detento comer carne de porco ou assistir profanações do Alcorão) e detenção de crianças.[4]
- Em 2021, o presidente Joe Biden transferiu um prisioneiro na tentativa de sinalizar intenção de fechamento, mas, não deu um prazo para que a prisão seja fechada.[5]

## Direitos Humanos
As condições dos presos mantidos no campo de Guantánamo foram motivo de indignação internacional e alvo de duras críticas, tanto por parte de governos como de organizações humanitárias internacionais. As denúncias chegaram até a Suprema Corte dos Estados Unidos.
Desde janeiro de 2002, depois dos ataques terroristas de 11 de setembro às torres gêmeas, estão encarcerados nesta base militar prisioneiros - muitos deles afegãos e iraquianos - acusados de ligação aos grupos Taliban e Al-Qaeda, em área excluída ao controle internacional no que concerne às condições de detenção dos mesmos.
Segundo a Cruz Vermelha Internacional, estes prisioneiros são vítimas de tortura, em desrespeito aos direitos humanos e à convenção de Genebra.
Desde sua abertura, já passaram por Guantánamo 775 prisioneiros sem acusação formada, sem processo constituído e, obviamente, sem direito a julgamento. Entretanto o general Richard Myers, um dos membros do Estado-Maior das forças armadas dos EUA, declarou que a Prisão de Guantánamo é uma "prisão modelo", rebatendo as críticas contidas no relatório da Anistia Internacional, que pedia o fechamento do campo de detenção.
Tentativas de fechamento ocorreram no início de 2007. Contudo foram barradas pelas autoridades governamentais estadunidenses. Acredita-se que havia consenso na Casa Branca, durante o Governo Bush, de que a prisão deveria ser fechada. No entanto, tal ato não ocorreu no mandato do citado presidente.
No dia 22 de janeiro de 2009, já sob o mandato de Barack Obama, o presidente estadunidense assinou o decreto que ordena o fechamento do centro de detenção de Guantánamo e proíbe os abusos durante interrogatórios, exigindo respeito à Convenção de Genebra: "O centro de detenção de Guantánamo objeto desta ordem será fechado o mais rápido possível e, no mais tardar, no prazo de um ano a partir da data da ordem", diz um rascunho da ordem executiva, divulgado anteriormente no site da associação American Civil Liberties Union (ACLU). Horas depois de assinar as ordens executivas que incluíam o fechamento da prisão da baía de Guantánamo, Barack H. Obama afirmou:
| “ | Posso dizer, sem exceção ou equívoco, que os Estados Unidos não vão torturar. | ” |

Além da prisão da Baía de Guantánamo, Obama ordenou também o fechamento de todos os centros de interrogatórios secretos da CIA em todo o mundo. As instruções determinam que apenas as medidas contidas no manual militar podem ser aplicadas nos interrogatórios. Obama declarou ainda que será feita imediatamente uma ampla revisão dos métodos empregados para lidar com suspeitos de terrorismo, tendo em vista a proteção do país o respeito à norma legal.
Apesar das tentativas de fechamento, a polêmica prisão continua em funcionamento e controlada pelo governo dos EUA. 

## Decisão da Suprema Corte dos Estados Unidos
Em junho de 2006, a Suprema Corte dos Estados Unidos repudiou os planos da administração Bush de levar os detidos de Guantánamo a julgamento por tribunais de comissões militares, decretando que essas comissões não detêm jurisdição, e violam a lei internacional.
| “ | A decisão destrói um dos pilares mestres do sistema da prisão de Guantánamo (…) Guantánamo foi construída baseada na ideia de que prisioneiros têm direitos limitados. Não existe mais esse 'buraco negro' legal | ” |

Uma das partes mais importantes da decisão judicial da Suprema Corte dos Estados Unidos é a que considera que o chamado "Artigo Comum n° 3" da Convenção de Genebra é aplicável, sim, aos detidos em Guantánamo, e seu cumprimento, para proteção dos prisioneiros, pode ser exigido nas cortes federais estadunidenses. Essa provisão exige o tratamento humanitário a todos os prisioneiros, e proíbe seu julgamento por tribunais de exceção.

### Al-Qaeda
A Suprema Corte dos Estados Unidos também julgou improcedente a interpretação da administração Bush segundo a qual as provisões do "Artigo Comum n° 3" da Convenção de Genebra não se aplicaria a integrantes da organização Al-Qaeda, o que abriu a porta para que prisioneiros mantidos pelos Estados Unidos, em qualquer parte do mundo, possam questionar todos os tratamentos desumanos.

## Organização das Nações Unidas
O Comitê Antitortura da Organização das Nações Unidas conclamou os Estados Unidos a fechar seu campo de detenção em Guantánamo, bem como todas as prisões mantidas pela CIA ao redor do mundo, e a parar de utilizar o que chamou de "métodos cruéis e técnicas de interrogatório degradantes". O relatório foi publicado por um painel de investigadores de Direitos Humanos das Nações Unidas, que são encarregados de monitorar o cumprimento da Convenção Contra a Tortura.

## Documentação do Programa de Tortura americano
Documentos do Programa de Tortura americano cuja existência foi revelada apenas após o escândalo de Abu Ghraib estão sendo arquivados, conforme são revelados, pelo projeto The National Security Archive, sob o título em inglês "Torture Archive".